# Барбадос на Светском првенству у атлетици на отвореном 2009.
Барбадос је учествовао на Светском првенству у атлетици на отвореном 2009. одржаном у Берлину од 15 до 23. августа, дванаести пут, односно учествовао је на свим првенствима до данас. Репрезентацију Барбадоса представљала су 4 такмичара (3 мушкараца и 1 жена) који су се такмичили у три дисциплине.
На овом првенству Барбадос је освојио једну медаљу и то златну. Рајан Бретвајт је оборио два пута национални рекорд. Овим успехом атлетска репрезентација Барбадоса је у укупном пласману рангирана на 16 место од укупно 202 земље учеснице. У табели успешности (према броју и пласману такмичара који су учествовали у финалним такмичењима (првих 8 такмичара) Барбадос је са једним учесником у финалу делио 33. место са 8 бодова.
| Плас. | Земља    | 1. место | 2. место | 3. место | 4. место | 5. место | 6. место | 7. место | 8. место | Бр. финал. | Бод. |
| ----- | -------- | -------- | -------- | -------- | -------- | -------- | -------- | -------- | -------- | ---------- | ---- |
| =33.  | Барбадос | 1        | 0        | 0        | 0        | 0        | 0        | 0        | 0        | 1          | 8    |

## Учесници
| Мушкарци: - Ендру Хајндс — 100 м - Рамон Гитенс — 100 м - Рајан Бретвајт — 110 м препоне | Жене: - Jade Bailey — 200 м |  |

Jade Bailey

## Освајачи медаља

### Злато
- Рајан Бретвајт — 110 м препоне

## Резултати

### Мушкарци
| Атлетичар      | Дисциплина    | Лични рекорд | Квалификације | Квалификације | Група                 | Група                 | Полуфинале            | Полуфинале            | Финале                | Финале       | Детаљи |
| Атлетичар      | Дисциплина    | Лични рекорд | Резултат      | Место         | Резултат              | Место                 | Резултат              | Место                 | Резултат              | Место        | Детаљи |
| -------------- | ------------- | ------------ | ------------- | ------------- | --------------------- | --------------------- | --------------------- | --------------------- | --------------------- | ------------ | ------ |
| Ендру Хајндс   | 100 м         | 10,03        | 10,30 КВ      | 1. у гр. 7    | 10,23                 | 4. у гр. 4            | Није се квалификовао  | Није се квалификовао  | Није се квалификовао  | 21 / 90 (92) |        |
| Рамон Гитенс   | 100 м         | 10,18        | 10,47         | 4. у гр. 12   | Нису се квалификовали | Нису се квалификовали | Нису се квалификовали | Нису се квалификовали | Нису се квалификовали | 46 / 90 (92) |        |
| Ендру Хајндс   | 200 м         | 20,38        | 22,60         | 8. у гр. 4    | Нису се квалификовали | Нису се квалификовали | Нису се квалификовали | Нису се квалификовали | Нису се квалификовали | 58 / 59 (67) |        |
| Рамон Гитенс   | 200 м         | 20,56        | 21,33         | 6. у гр. 6    | Нису се квалификовали | Нису се квалификовали | Нису се квалификовали | Нису се квалификовали | Нису се квалификовали | 46 / 59 (67) |        |
| Рајан Бретвајт | 110 м препоне |              | 13,35 КВ      | 1. гр. 4      |                       |                       | 13,18 КВ, НР          | 1. гр. 2              | 13,14 НР              |              |        |

### Жене
| Атлетичарка | Дисциплина | Лични рекорд        | Квалификације | Квалификације | Група    | Група      | Полуфинале            | Полуфинале            | Финале                | Финале       | Детаљи |
| Атлетичарка | Дисциплина | Лични рекорд        | Резултат      | Место         | Резултат | Место      | Резултат              | Место                 | Резултат              | Место        | Детаљи |
| ----------- | ---------- | ------------------- | ------------- | ------------- | -------- | ---------- | --------------------- | --------------------- | --------------------- | ------------ | ------ |
| Jade Bailey | 200 м      | 22,91 (+0,1 м/с) НР |               |               | 23,84    | 6. у гр. 3 | Није се квалификовала | Није се квалификовала | Није се квалификовала | 37 / 43 (46) |        |